# Пожарная каланча (Балаково)
Пожарная каланча — историческое название здания пожарной части в городе Балаково, Саратовская область, Россия. Двухэтажное кирпичное строение снабжено наблюдательной башней, сооружённой по проекту неизвестного архитектора в оригинальном стиле, что сделало его яркой достопримечательностью, украшающей поволжский город.
В 1912 году в Балаково произошёл крупный пожар, в котором выгорела не только часть города, но и сама деревянная пожарная часть, находившаяся тогда на Новоузенской улице (ныне — улица Ленина) недалеко от Никольской старообрядческой церкви. Это заставило городские власти вернуться к уже поднимавшемуся ранее вопросу о постройке пожарной части из кирпича. 14 декабря 1914 года городские уполномоченные на очередном общем собрании постановили до конца 1915 года произвести постройку пожарной и полицейской части, для чего привлечь средства частного займа до 30 тысяч рублей сроком на 5 лет под 8 процентов годовых. Здание строилось городской управой хозяйственным способом, то есть самостоятельно, без привлечения сторонних подрядчиков.
Новое здание заложили в месте, из которого хорошо просматривался весь город — у Сенной площади (сейчас это угол улицы 20 лет ВЛКСМ и Братьев Захаровых). Сюда определили не только пожарную часть, но также городскую управу, полицейский участок и квартиру участкового пристава. В августе 1916 года в ещё недостроенный дом заехала амбулатория, позже управа, а в начале 1917 года — полиция и пожарный отряд. В начале XX века на пожарной каланче круглосуточно дежурил постовой. Со временем и по мере расширения города здание осталось только за пожарными, а в 1982 году симметрично относительно каланчи к нему пристроили правое крыло, также из красного кирпича и выдержанное в том же стиле. 21 июля 1993 года администрация Саратовской области признала балаковскую пожарную каланчу региональным объектом культурного наследия.
Неизвестный архитектор придал пожарной части семиярусную наблюдательную башню интересной и своеобразной формы, что сделало здание самым высоким на то время в Балакове. Нижняя её часть, в форме правильной четырёхгранной усечённой пирамиды, украшена круглыми окнами с переплётом типа тележного колеса. Этажом выше стены каланчи членены рядом высоких узких окон-бойниц. Открытая смотровая площадка огорожена кованными перилами, крыша же каланчи напоминает двухъярусную китайскую пагоду, завершённую небольшим копьеобразным шпилем.
По состоянию на 2023 год в здании по адресу улица 20 лет ВЛКСМ, дом 67 дислоцирована пожарно-спасательная часть № 21.